# Радоје Драгосалић
Радоје Драгосалић (XV век) био је сликар, дрворезбар и штитар из Дубровника.

## Биографија
Радоје Драгосалић је познат и као "Радоје с Неретве". Од 1427. до 1431. учио је занат у радионици познатог дубровачког штитара Радашина Јунчића, оца сликара Матка Јунчића. Око 1437. Радоје је као самостални мајстор, „pictor et magister cofanorum et scutorum", држао радионицу у Котору у којој је имао и ученике. Један од његових ученика био је Вукић Вучетић из Дријева.
Убрзо је напустио Котор и 1439. вратио се у Дубровник где је отворио самосталну радионицу. У њој је израђивао штитове и шкриње и обављао друге дрводељске и сликарске послове. Услед великог обима посла, Драгосалић је упошљавао шегрте, између осталих Вукана Хостојичића, Вукашина Рачића, Николу Радановића, Радића Бранчића и Раска Радељевића.
Познато је да се 1443. обавезао да изради и ослика две шкриње, велики сандук и ковчежић, дубровачком властелину Мартину Јунију Крусићу (de Cruce). Године 1452. је, заједно са сликаром Џиваном Угриновићем, израдио три стотине штитова по наруџбини Дубровачке Републике.
Радојев син Стефан је 1453. забележен као ученик у сликарској радионици Матка Јунчића, али се касније није бавио овом делатношћу.
Радоје Драгосалић се последњи пут помиње 1454. године.